# San Carlos (ort i Colombia, Antioquia, lat 7,79, long -74,77)
San Carlos är en ort i Colombia.   Den ligger i departementet Antioquía, i den norra delen av landet, 400 km norr om huvudstaden Bogotá. San Carlos ligger 59 meter över havet och antalet invånare är 22 678.
Terrängen runt San Carlos är platt åt sydväst, men åt nordost är den kuperad. Runt San Carlos är det ganska glesbefolkat, med 25 invånare per kvadratkilometer. Det finns inga andra samhällen i närheten. I omgivningarna runt San Carlos växer i huvudsak städsegrön lövskog.